# Schiffswracks in der Lagune von Chuuk
Die Schiffswracks in der Lagune von Chuuk sind Überbleibsel von Teilen der Pazifikflotte der Kaiserlich Japanischen Marine, die von der US-amerikanischen Marine während des Pazifikkriegs im Zweiten Weltkrieg bei einem Angriff im Februar 1944 versenkt wurden.
Japan hatte Truk nach Besetzung der Insel zu einem seiner wichtigsten Marinestützpunkte im Pazifik ausgebaut. Im Rahmen der Kampfhandlungen des Pazifikkrieges griff die US Navy am 17. und 18. Februar 1944 diesen Stützpunkt an. Bei der mit Operation Hailstone überschriebenen Aktion wurden in der Lagune zwei Kreuzer, fünf Zerstörer, vier militärische Hilfsschiffe und 31 Transportschiffe versenkt. An Land blieben 200 zerstörte und mehr als 100 schwer beschädigte Kampfflugzeuge zurück.
1969 erforschte der französische Meeresforscher Jacques Cousteau die Lagune von Truk. Ein von Cousteau produzierter Fernsehfilm aus dem Jahr 1971 führte dazu, dass die Wracks weltweit zu einem Eldorado für Taucher wurden. Im gleichen Jahr erklärte die Staatsverwaltung der Insel die gesamte Lagune zum Nationaldenkmal. Am 30. September 1976 stellte das National Register of Historic Places die Wracks unter Denkmalschutz (National Register 76002267).
Heute gelten sie als bedrohtes Denkmal. Durch Verwitterung, Vandalismus und Plünderungen verschlechterte sich der Zustand der Schiffe in den letzten Jahren deutlich.